# Helmut Rahn (Philologe)
Helmut Rahn (* 16. September 1919 in Frankfurt am Main; † 29. Juni 2007) war ein deutscher Altphilologe.
Der Sohn des Apothekers Heinrich Rahn und seiner Ehefrau Johanna Lübbars studierte Philologie und orientalische Sprachen an den Universitäten von Leipzig und Frankfurt am Main. Aufgrund seiner Behinderung durch die Folgen einer spinalen Kinderlähmung war Rahn vom Kriegsdienst befreit. Im Jahre 1943 erlangte er seine Promotion, im Jahre 1952 seine Habilitation in Frankfurt am Main. Mit seiner Habilitation erlangte er 1952 die Lehrberechtigung und ab 1959 wurde er zum außerplanmäßigen Professor an der Universität in Frankfurt am Main ernannt. Dort lehrte er an der Philosophischen Fakultät das Fach Klassische Philologie bis zu seiner Emeritierung im Jahre 1984.
Helmut Rahn ist auf dem Bockenheimer Friedhof begraben.

## Schriften
- Platon und Dion von Prusa. 1944.
- Ovids elegische Epistel. In: Antike und Abendland. 7, 1958, S. 105–120.
- Cicero und die Rhetorik. 1959.
- Demosthenes und Cicero: Zur Frage der geistigen Einheit der Antike. In: Atti del I congresso internazionale di studi ciceroniani. 2 Bände. Rom 1961.
- Die rhetorische Kultur der Antike. In: Der altsprachliche Unterricht. 10, 1967, S. 23–49.
- Tier und Mensch in der Homerischen Auffassung der Wirklichkeit. Darmstadt 1968.
- Morphologie der antiken Literatur. Eine Einführung. Darmstadt 1969.
- (Hrsg.): Marcus Fabius Quintilianus: Institutionis oratoriae libri XII (Ausbildung des Redners). 2 Bände. Darmstadt 1972 und 1975.